# Świerczyna (Koszalin)
Świerczyna (prononcé en polonais : [ɕfjɛrˈt͡ʂɨna] ; anciennement, en allemand : Schwarzin) est un village du district administratif de la gmina de Polanów, dans le comté de Koszalin, dans la voïvodie de Poméranie-occidentale, dans le nord-ouest de la Pologne.

## Géographie
Świerczyna se trouve à environ 8 kilomètres (5 mi) au nord-ouest de Polanów, 29 km (18 mi) à l'est de Koszalin, et 157 km (98 mi) au nord-est de la capitale régionale Szczecin.

## Histoire
Avant 1945, la région faisait partie de l'Allemagne.

## Population
Le village compte 280 habitants.